# Kjeld Nuis
Kjeld Nuis (* 10. listopadu 1989 Leiden) je nizozemský rychlobruslař.
V mezinárodních závodech debutoval v sezóně 2008/2009 ve Světovém poháru juniorů, v seniorském Světovém poháru startuje od následujícího ročníku. V roce 2011 se premiérově zúčastnil Mistrovství světa ve sprintu (5. místo) a Mistrovství světa na jednotlivých tratích, kde vybojoval na distanci 1000 m stříbrnou medaili, kterou o rok později obhájil. V sezóně 2011/2012 také vyhrál celkové hodnocení Světového poháru, tzv. Grand World Cup. Na MS 2013 skončil v kilometrovém závodě čtvrtý, následující rok byl na sprinterském MS pátý. Ze světového šampionátu 2015 si přivezl bronzovou medaili z trati 1000 m, o rok později na téže distanci dobruslil pro bronz a v závodě na 1500 m pro stříbro. V roce 2016 také vybojoval první cenný kov na Mistrovství světa ve sprintu – stříbro. V sezóně 2015/2016 podruhé zvítězil v celkovém hodnocení Světového poháru na tratích 1000 m a také v celkové klasifikaci Grand World Cupu.
Stříbrnou medaili získal na premiérovém sprinterském Mistrovství Evropy 2017. O několik týdnů později zvítězil na světovém šampionátu na tratích 1000 m i 1500 m a následně získal bronz na Mistrovství světa ve sprintu. V sezóně 2016/2017 vyhrál v celkové klasifikaci Světového poháru v závodech na 1000 m a 1500 m a rovněž v Grand World Cupu. Na Zimních olympijských hrách 2018 získal v závodech na 1000 m a 1500 m zlaté medaile. Startoval také na Mistrovství světa ve sprintu 2018, kde vybojoval stříbro. V sezóně 2017/2018 zvítězil v celkové klasifikaci Světového poháru v závodech na 1000 m. Z Mistrovství světa na jednotlivých tratích 2019 si přivezl zlato z týmového sprintu a bronz z kilometrové distance a na sprinterském MS získal bronzovou medaili. V sezóně 2018/2019 zvítězil v celkovém hodnocení Světového poháru v závodech na 1000 m, prvenství získal i s nizozemským družstvem v týmovém sprintu. Na MS 2020 vybojoval na trati 1000 m stříbrnou medaili a závod na 1500 m vyhrál. V sezóně 2019/2020 zvítězil ve Světovém poháru v celkovém hodnocení závodů na 1500 m. Ze světového šampionátu 2021 si přivezl z distance 1500 m stříbro. Na ME 2022 vyhrál závod na 1500 m a vybojoval stříbro na trati 1000 m. Startoval také na ZOH 2022, na nichž obhájil vítězství v závodě na 1500 m.
V roce 2019 získal cenu Oscara Mathisena.